# آنا أرينا مارينكو
آنا أرينا مارينكو مواليد 2 يناير 1992 في موسكو، هي لاعبة كرة مضرب روسية بدأت مسيرتها كمحترفة سنة 2008 تلعب باليد اليمنى. أعلى تصنيف لها في الفردي كان 411. أعلى تصنيف لها في الزوجي كان 338.

## روابط خارجية
- آنا أرينا مارينكو على موقع رابطة محترفات التنس (الإنجليزية)
- آنا أرينا مارينكو على موقع الاتحاد الدولي لكرة المضرب (الإنجليزية)
- آنا أرينا مارينكو على موقع خلاصة التنس.كوم (الإنجليزية)
- آنا أرينا مارينكو على موقع إي إس بي إن.كوم (الإنجليزية)